# Ganges Chasma
Pour les articles homonymes, voir Ganges (homonymie) et Chasma (homonymie).
Ganges Chasma est un canyon de la planète Mars, d'une longueur de 584 km ; il est situé par 7,9° S et 311,9° E dans le quadrangle de Coprates, à l'extrémité orientale de Valles Marineris, entre Xanthe Terra, Ophir Planum et Aurorae Planum, débouchant sur Aurorae Chaos.